# Ftalat
Ftalati so estri ftalne kisline in alifatskih alkoholov. So hlapne tekočine, ki jih dodajajo polimerom v plastičnih masah, da povečajo njihovo gibljivost. Imenujemo jih tudi mehčala oziroma plastifikatorji. 

## Uporaba ftalatov
Ftalati so družina kemičnih spojin, ki se uporabljajo v industriji plastike kot mehčala ali kot snovi, dodane polimerom za izboljšanje gibljivosti.
Nahajajo se mnogih predmetih, ki nas obdaja. Delujejo tako, da "mažejo" notranje gibanje molekul polimerov.
Polimer polivinilklorid (PVC) bi bil brez dodatka mehčal zelo trd in krhek ter praktično neuporaben za tehnično uporabo.
Z dodatkom mehčal je upogljiv in prožen. 
Nekateri ftalati (dimetil ftalat, dietil ftalat) se uporabljajo kot topila v parfumih in pesticidih. 
Ftalati se prav tako pogosto uporabljajo pri izdelavi lakov za nohte, lepil in barv.

## Zgodovina
Razvoj nitrata celuloze leta 1846 je privedla do patenta ricinusovega olja leta 1856 za uporabo kot prvega mehčala. Leta 1870 se je kot mehčalo za nitratcelulozo začela uporabljati kafra. Ftalati so bili prvič uvedeni leta 1920 in so hitro nadomestili neobstojno in vonljivo kafro. Leta 1931 je prišlo do komercialne dostopnosti polivinilklorida in razvoja di-2-etilheksil ftalata kot mehčala za PVC. 

## Preglednica najpogostejših ftalatov
| Ime                                   | Kratica | Strukturna formula         | Število CAS |
| ------------------------------------- | ------- | -------------------------- | ----------- |
| Dimetil ftalat                        | DMP     | C6H4(COOCH3)2              | 131-11-3    |
| Dietil ftalat                         | DEP     | C6H4(COOC2H5)2             | 84-66-2     |
| Dialil ftalat                         | DAP     | C6H4(COOCH2CH=CH2)2        | 131-17-9    |
| Di-n-propil ftalat                    | DPP     | C6H4[COO(CH2)2CH3]2        | 131-16-8    |
| Dibutil ftalat                        | DBP     | C6H4[COO(CH2)3CH3]2        | 84-74-2     |
| Diizobutil ftalat                     | DIBP    | C6H4[COOCH2CH(CH3)2]2      | 84-69-5     |
| Butil cikloheksilhidroksimetil ftalat | BCP     | CH3(CH2)3OOCC6H4COOC6H11   | 84-64-0     |
| Di-n-pentil ftalat                    | DNPP    | C6H4[COO(CH2)4CH3]2        | 131-18-0    |
| Dicikloheksil ftalat                  | DCP     | C6H4[COOC6H11]2            | 84-61-7     |
| Butil benzil ftalat                   | BBP     | CH3(CH2)3OOCC6H4COOCH2C6H5 | 85-68-7     |
| Di-n-heksil ftalat                    | DNHP    | C6H4[COO(CH2)5CH3]2        | 84-75-3     |

## Proizvodnja
Pridobljeni so z esterifikacijo anhidrid ftalne kisline in primernim alkoholom, običajno je vključenih med 6 in 13 ogljikovih atomov. Na primer di-2-etilesilftalato je rezultat kemične reakcije med 2-etilesanolo in anhidrid ftalno kislino.
Leta 2004 je Svetovna proizvodnja ftalatov ocenjena na 400.000 ton, kar je bilo znano že od dvajsetih let in so imeli povečanje proizvodnje v petdesetih letih, s trženjem PVC.

## Učinki na zdravje
Nedavne študije vse bolj potrjujejo škodljive učinke ftalatov tako na človeka kot celotno okolje. Ftalati delujejo na človeško telo kot motilci hormonov, kar pomeni, da motijo ravnovesje hormonov v živih organizmih in lahko potencialno povzročijo feminizacijo moških. Poleg tega je dokazana njihova rakotvornost, ki se predvsem kaže v obliki malignega raka dojk in raka na modih. Ftalati povzročajo različne nepravilnosti v tkivu mod in manjšajo plodnost pri moških.